# Diệt chủng Armenia
Diệt chủng Armenia () là những cuộc thảm sát và thanh lọc sắc tộc có hệ thống với người dân tộc Armenia ở Tiểu Á và các vùng lân cận, được thực hiện bởi Đế quốc Ottoman và đảng cầm quyền, Ủy ban Thống nhất và Tiến bộ (CUP), trong Chiến tranh thế giới thứ nhất.
Trong cuộc xâm lăng Nga và Ba Tư, các tổ chức bán quân sự của Ottoman đã thảm sát người Armenia địa phương, rồi sau đó tiến hành diệt chủng sau khi đế quốc Ottoman bị đánh bại trong trận Sarikamish tháng 1 năm 1915, một thất bại được cho là xuất phát từ sự phản bội của người Armenia. Lãnh đạo Ottoman coi những nỗ lực chống cự đơn lẻ của người Armenia là bằng chứng cho một âm mưu quy mô lớn, vốn không hề tồn tại. Việc trục xuất người Armenia trên khắp lãnh thổ Ottoman được coi là "câu trả lời dứt khoát cho Câu hỏi Armenia" và vĩnh viễn ngăn chặn khả năng người Armenia giành độc lập hay tự chủ. Theo một sắc lệnh tháng 2 năm 1915, binh lính người Armenia trong Quân đội Ottoman bị tước khí giới rồi xử tử. Ngày 24 tháng 4 năm 1915, giới chức Ottoman bắt giữ và trục xuất hàng trăm trí thức và lãnh đạo Armenia khỏi Constantinople (nay là Istanbul).
Năm 1915–1916, theo lệnh của Talat Pasha, khoảng 800.000 đến 1,2 triệu phụ nữ, trẻ em và người già Armenia đã bị bắt tham gia những cuộc trục xuất chết chóc tới Hoang mạc Syria. Bị giám sát bởi các đoàn hộ tống vũ trang, những người bị trục xuất không được cấp nước hay thức ăn, đồng thời thường xuyên bị cướp bóc, cưỡng hiếp, và sát hại. Tại sa mạc Syria, họ bị đưa vào một loạt các trại tập trung và tiếp tục bị thảm sát. Đến cuối năm 1916, số người bị trục xuất còn sống sót chỉ vào khoảng 200.000 người. Khoảng 100.000 đến 200.000 phụ nữ và trẻ em Armenia bị ép đổi sang đạo Hồi và sống trong những gia đình Hồi giáo. Thảm sát và thanh lọc chủng tộc người Armenia còn sống sót tiếp tục được thực hiện bởi phong trào quốc gia Thổ Nhĩ Kỳ trong Chiến tranh giành độc lập Thổ Nhĩ Kỳ sau Thế chiến thứ nhất.
Diệt chủng Armenia đã phá hủy hơn hai ngàn năm văn hiến Armenia ở miền đông Tiểu Á. Các cuộc diệt chủng người Thiên Chúa giáo Syriac và Hy Lạp đã hình thành nhà nước Thổ Nhĩ Kỳ hiện đại. Trước Thế chiến thứ hai, cuộc diệt chủng Armenia được coi là tội ác lớn nhất lịch sử. Tính đến  năm 2021, 30 quốc gia, gồm Pháp, Đức, Nga và Hoa Kỳ, đã công nhận những sự kiện này là diệt chủng. Thổ Nhĩ Kỳ bác bỏ quan niệm rằng sự trục xuất người Armenia là diệt chủng hay sai trái.

## Bối cảnh

### Người Armenia ở Đế quốc Ottoman
Ghi chép cho thấy người Armenia đã sống ở Tiểu Á từ thế kỷ thứ 6 TCN, hơn một ngàn năm trước khi người Turk nhập cư và sinh sống tại đây. Vào thế kỷ 4, Vương quốc Armenia lấy Thiên Chúa giáo làm tôn giáo quốc gia, thành lập Giáo hội Tông truyền Armenia. Năm 1453, sau khi Đế quốc Byzantine sụp đổ, hai đế quốc Hồi giáo—đế quốc Ottoman và đế quốc Safavid ở Iran—tranh giành vùng đất phía Tây Armenia; nó bị chia cắt khỏi miền Đông Armenia theo điều khoản của Hiệp định Zuhab ký kết năm 1639.
Luật Sharia coi Hồi giáo là tôn giáo quan trọng nhất nhưng cũng bảo đảm quyền tài sản và tự do tôn giáo cho những người không theo đạo Hồi (dhimmi) với điều kiện họ đóng một loại thuế đặc biệt. Tuy nhiên họ vẫn bị miệt thị và gọi bằng những từ như gavur, ám chỉ sự "giả dối, tham lam, và không đáng tin". Hầu hết người Armenia sống tập trung thành những cộng đồng bán tự trị (millet), đứng đầu là Thượng phụ Armenia của Constantinople. Hệ thống millet coi người không theo đạo Hồi là thấp kém, nhưng cũng cho người Armenia nhiều quyền tự chủ.
Khoảng 2 triệu người Armenia sống tại Đế quốc Ottoman trước khi Chiến tranh thế giới thứ nhất nổ ra. Theo ước tính năm 1913–1914 của Tòa thượng phụ Armenia, có 2.925 thị trấn và làng mạc người Armenia ở đế quốc, 2.084 trong số đó nằm trên Sơn nguyên Armenia thuộc các khu vực Bitlis, Diyarbekir, Erzerum, Harput, và Van. Hàng trăm ngàn người Armenia sống rải rác khắp trung tâm và phía tây Tiểu Á. Đa số người Armenia sống ở nông thôn, nhất là ở sơn nguyên Armenia, nơi 90% dân số là nông dân. Người Armenia chiếm thiểu số ở hầu hết mọi nơi trên đế quốc, sống cùng với người Thổ Nhĩ Kỳ, người Kurd và Chính thống giáo Hy Lạp. Theo số liệu của Tòa thượng phụ, có 215.131 người Armenia sống trong thành thị, tập trung ở các thành phố Constantinople, Smyrna, và Đông Thrace. Vào thế kỷ 19, một số người dân Armenia thành thị trở nên cực kỳ giàu có thông qua những mối quan hệ khắp châu Âu, khi mà chiến tranh giành độc lập Hy Lạp làm dấy lên quan ngại về lòng trung thành của người Chính thống giáo Hy Lạp.

### Xung đột và cải tổ đất đai

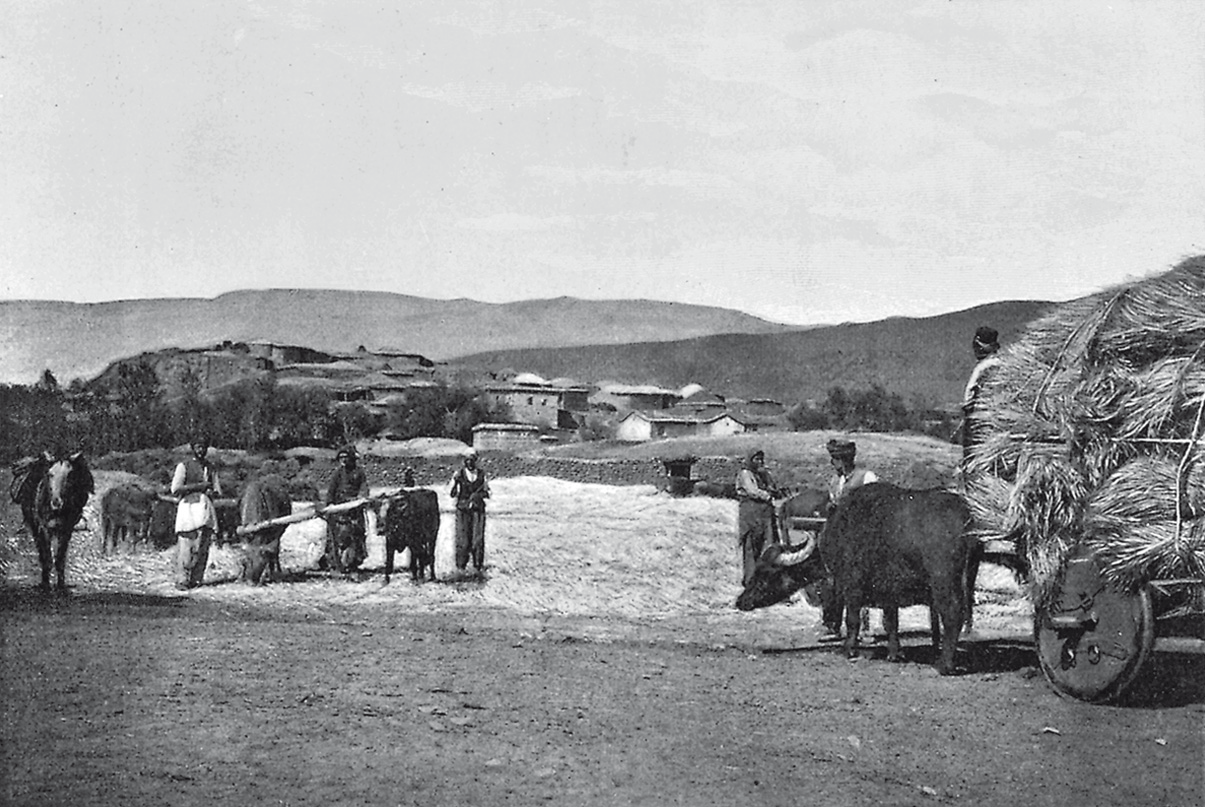
Gundemir, một ngôi làng người Armenia ở Vilayet Bitlis, đầu thế kỷ 20

Người Armenia ở các tỉnh phía đông sống trong chế độ nửa phong kiến và thường phải chịu lao động cưỡng bức, tô thuế bất hợp pháp, trong khi nhiều tội phạm như trộm cướp, cưỡng hiếp và giết người diễn ra liên tục không được giải quyết. Đến năm 1908, những người không theo đạo Hồi trong đế quốc bị cấm trang bị súng đạn. Giữa thế kỉ thứ 19, chính quyền Ottoman đề ra các cải cách Tanzimat nhằm bình đẳng hóa người dân Ottoman bất kể tôn giáo, nhưng bị phản đối kịch liệt bởi tầng lớp tăng lữ Hồi giáo và những người theo đạo Hồi, khiến tình hình của nông dân Armenia ở các tỉnh phía đông kể từ năm 1860 ngày càng tệ đi. Luật đất đai Ottoman 1858 gây ra nhiều khó khăn cho người Armenia, khiến nhiều người bị đánh thuế hai lần bởi địa chủ Kurd và chính quyền Ottoman.
Từ giữa thế kỉ thứ 19, người Armenia bị chiếm đất trên quy mô lớn, hậu quả của sự định cư của các bộ lạc Kurd và dân nhập cư và tị nạn đạo Hồi (chủ yếu là người Circassia). Năm 1876, khi Abdul Hamid II lên nắm quyền, nhà nước bắt đầu tịch thu đất của người Armenia và chia cho dân nhập cư đạo Hồi, nhằm làm giảm dân số người Armenia trong các tỉnh phía đông. Điều này dẫn đến sự giảm sút dân số Armenia trong vùng Sơn nguyên Armenia; 300.000 người Armenia đã rời đi trong những năm trước Thế chiến thứ nhất, và nhiều người khác di chuyển đến các thị trấn. Với hy vọng cải thiện cuộc sống, một vài người Armenia tham gia vào các đảng chính trị cách mạng, trong đó có ảnh hưởng nhất là Dashnaktsutyun (Liên đoàn Cách mạng Armenia), thành lập năm 1890.
Abdul Hamid đình chỉ Hiến pháp Ottoman 1876 sau khi nghị viện chỉ trích ông về cách xử lý cuộc chiến tranh Nga-Thổ năm 1877–1878, trong đó đế quốc Ottoman buộc phải nhường phần đất ở đông Tiểu Á, vùng Balkan, và Síp cho Nga. Tại hội nghị Berlin năm 1878, chính phủ Ottoman đồng ý cải cách để bảo đảm an toàn cho người dân Armenia của mình, nhưng không có cơ chế thực thi nào được đưa ra, và tình hình của họ tiếp tục tệ đi. Đây cũng bắt đầu cho sự xuất hiện của Câu hỏi Armenia trong quan hệ quốc tế khi mà người Armenia được dùng làm cái cớ để can thiệp vào chính trị Ottoman. Mặc dù người Armenia từng được gọi là "millet trung thành", khác với Hy Lạp và những dân tộc khác từng nổi dậy chống chế độ Ottoman, sau năm 1878 người Armenia bị coi là nổi loạn và vô ơn.
Năm 1891, Abdul Hamid thành lập các trung đoàn Hamidiye từ các bộ lạc người Kurd, cho phép họ quấy rối người Armenia mà không phải chịu trách nhiệm. Từ năm 1895 đến 1896, đế quốc chứng kiến thảm sát diện rộng với hơn 100.000 người Armenia bị giết bởi binh lính Ottoman, đám đông kích động và các bộ lạc Kurd. Nhiều ngôi làng Armenia bị ép chuyển sang đạo Hồi.

### Cách mạng Thanh niên Thổ Nhĩ Kỳ
Chế độ độc tài của Abdul Hamid dẫn đến sự hình thành một phong trào đối lập, Thanh niên Thổ Nhĩ Kỳ, với mục đích lật đổ Abdul và lập lại hiến pháp. Một nhánh của Thanh niên Thổ Nhĩ Kỳ là tổ chức cách mạng bí mật Úy ban Thống nhất và Tiến bộ (CUP), đặt tại Salonica, đứng đầu là Mehmed Talat (sau gọi là Talat Pasha). Mặc dù nghi ngờ chủ nghĩa dân tộc Thổ Nhĩ Kỳ lớn dần trong phong trào Thanh niên Thổ Nhĩ Kỳ, Dashnaktsutyun quyết định liên minh với CUP vào tháng 12 năm 1907. Năm 1908, Cách mạng Thanh niên Thổ Nhĩ Kỳ bắt đầu với một loạt các vụ sát hại quan chức cấp cao trong chính quyền Hamid ở Macedonia thực hiện bởi CUP. Abdul Hamid không thể dập tắt cuộc khởi nghĩa, và thủ đô của đế quốc có nguy cơ bị chiếm đóng bởi quân đội do các viên chức ủng hộ CUP ở Macedonia kiểm soát. Ông buộc phải tái thiết lập hiến pháp năm 1876 và khôi phục nghị viện. Mặc dù an ninh ở các tỉnh phía Đông được cải thiện sau năm 1908, Thanh niên Thổ Nhĩ Kỳ không xóa bỏ tình trạng chiếm đất diễn ra trong những thập niên trước đó như hi vọng của người Armenia.

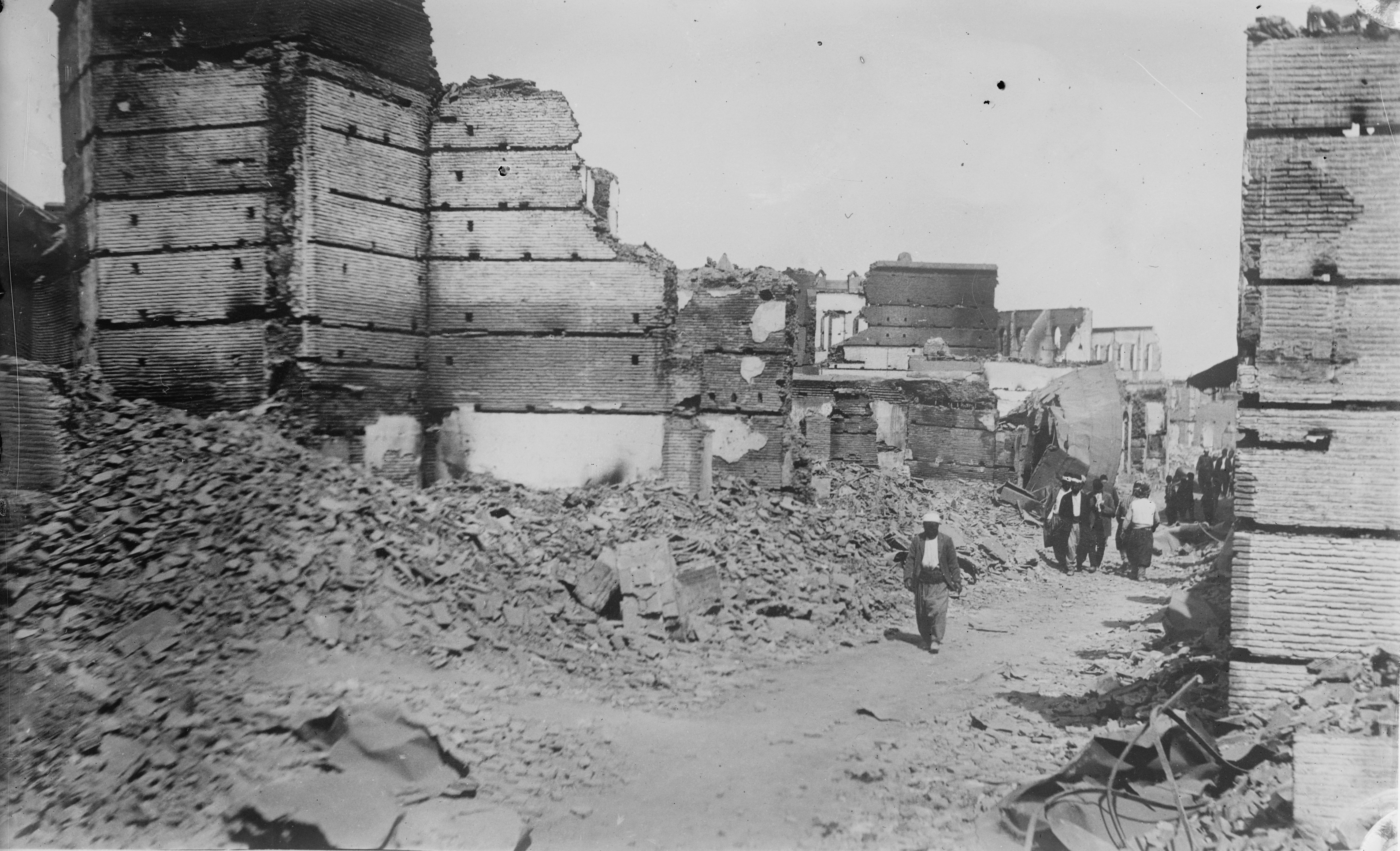
Khu người Armenia ở Adana sau vụ thảm sát năm 1909

Abdul Hamid tổ chức một cuộc đảo chính đầu năm 1909, với sự ủng hộ bởi phe bảo thủ và một số người cấp tiến chống đối sự cai trị hà khắc của CUP, nhưng không thành công. Khi tin về cuộc đảo chính đến Adana, người Hồi giáo có vũ trang tấn công khu vực người Armenia và người Armenia bắn trả. Quân lính Ottoman không bảo vệ người Armenia mà về phe của những kẻ bạo loạn. Khoảng 20.000 đến 25.000 người, chủ yếu là Armenia, bị giết ở Adana và các thị trấn lân cận. Mặc dù những kẻ gây nên cuộc thảm sát không bị trừng phạt, Dashnaktsutyun vẫn tiếp tục hi vọng cải cách sẽ giúp trả lại đất và cải thiện an ninh, cho đến cuối năm 1912, khi họ chấm dứt quan hệ với CUP và cầu cứu các nước châu Âu. Ngày 8 tháng 2 năm 1914, dưới sức ép quốc tế, CUP đồng ý cải cách Armenia 1914, nhưng không bao giờ thành hiện thực do Chiến tranh thế giới thứ nhất diễn ra. Các lãnh đạo của CUP lo sợ rằng những cải cách đấy sẽ dẫn đến phân chia và mong muốn loại bỏ dân số Armenia vào năm sau.

### Chiến tranh Balkan
Chiến tranh Balkan lần thứ nhất năm 1912 khiến đế quốc Ottoman mất gần như toàn bộ phần lãnh thổ châu Âu của mình và người Hồi giáo bị trục xuất khỏi vùng Balkan trên quy mô lớn. Cộng đồng Hồi giáo Ottoman nổi giận trước sự tàn bạo mà người Hồi giáo Balkan phải hứng chịu, làm tăng thêm tâm lý thù ghét và mong muốn trả thù con dân Thiên Chúa giáo. Tháng 1 năm 1913, CUP thực hiện một cuộc đảo chính khác, thiết lập hệ thống đơn đảng và đàn áp tất cả kẻ thù nội bộ. Tuy phong trào Thanh niên Thổ Nhĩ Kỳ có nhiều nhánh nhưng đến năm 1914, nhánh lớn mạnh nhất của phong trào phản đối một Ottoman đa văn hóa, hướng tới chủ nghĩa liên Hồi giáo, mong muốn hợp nhất đế quốc bằng cách giảm dân số Thiên Chúa giáo và tăng dân số Hồi giáo. Các lãnh đạo CUP như Talat và Enver Pasha xem các vấn đề của đất nước bắt nguồn từ các vị trí chiến lược tập trung người không theo đạo Hồi, kết luận rằng chúng là những "khối u nhọt nội bộ" cần được cắt bỏ. Người Armenia được coi là nguy hiểm nhất, do quê nhà của họ ở Tiểu Á được coi là nơi trú ẩn cuối cùng cho đất nước Thổ.
Sau cuộc đảo chính năm 1913, CUP đề ra chính sách thay đổi cân bằng dân số của vùng biên giới bằng việc giúp người Hồi giáo nhập cư sinh sống lâu dài trong khi ép dân Thiên Chúa giáo rời đi; người nhập cư được trao tài sản vốn thuộc người Thiên Chúa giáo. Khi đế quốc Ottoman tái chiếm một phần Đông Thrace trong chiến tranh Balkan lần thứ hai giữa năm 1913, người Hy Lạp và Armenia địa phương bị cướp bóc và đe dọa. Tháng 5 và tháng 6 năm 1914, khoảng 150.000 người Chính thống giáo Hy Lạp ven biển Aegea bị trục xuất bởi phiến các quân Hồi giáo. Chiến dịch thanh lọc chủng tộc này chỉ chấm dứt với điều kiện Hy Lạp giữ trung lập trong cuộc chiến sắp tới, và đã được mô tả bởi sử gia Taner Akçam như "một đợt chạy thử cho cuộc diệt chủng Armenia".

## Bước vào Thế chiến thứ nhất

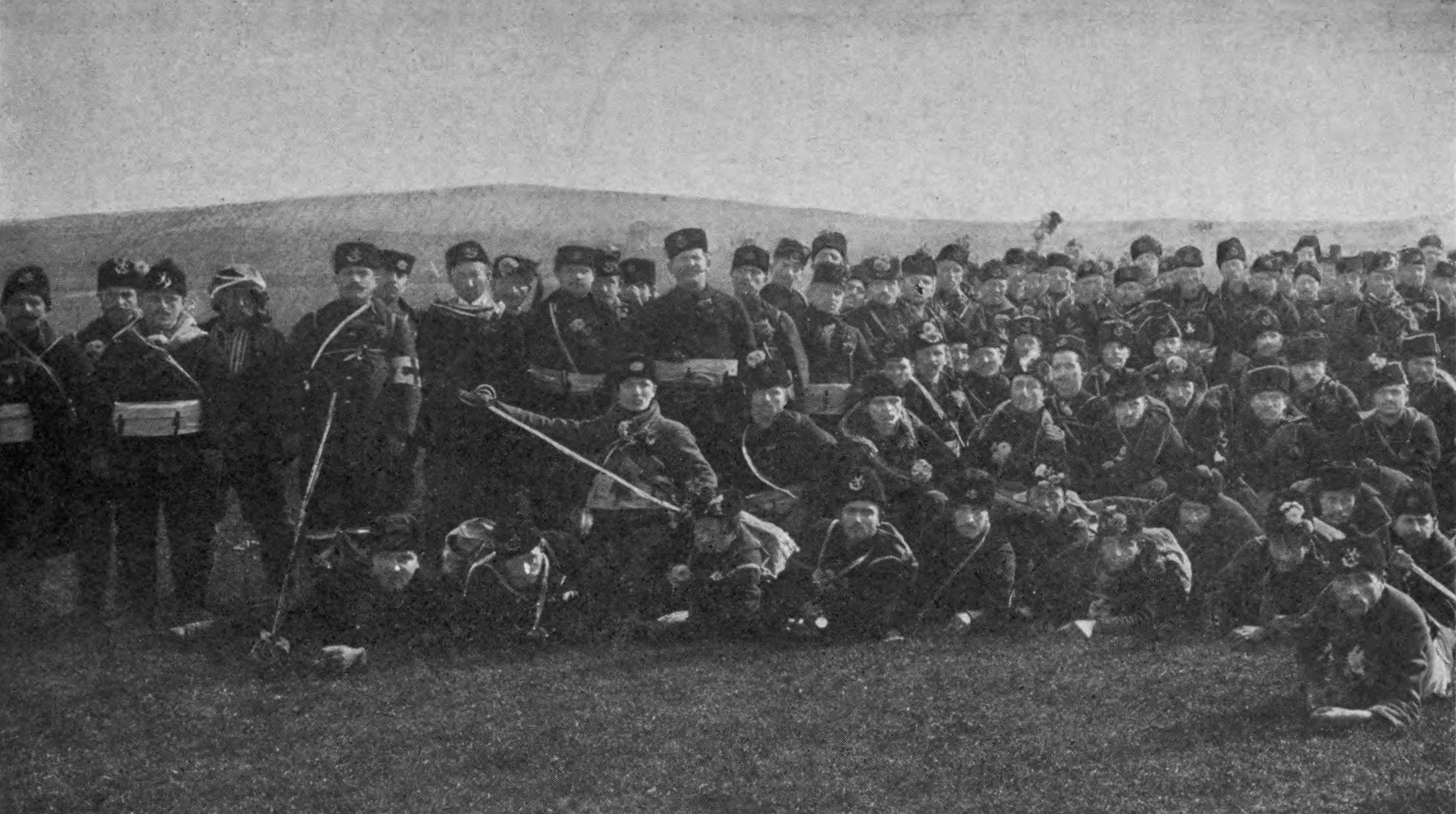
Lính Armenia trong quân đội Ottoman

Tháng 8 năm 1914, đại diện của CUP đến hội nghị Dashnak với yêu cầu, trong trường hợp chiến tranh với Nga, Dashnaktsutyun sẽ kêu gọi người Armenia ở Nga về phe của Ottoman tham chiến. Tuy nhiên, cuối cùng các đại biểu quyết định rằng người Armenia sẽ chiến đấu cho quốc gia nơi mà họ sinh sống. Trong quá trình chuẩn bị cho chiến tranh, chính phủ Ottoman cho hàng ngàn tù nhân tham gia Tổ chức Đặc biệt bán quân sự, với mục tiêu ban đầu dấy lên nổi loạn giữa những người Hồi giáo ở phía Nga từ giữa năm 1914. Ngày 29 tháng 10 năm 1914, Đế quốc Ottoman bước vào Thế chiến thứ nhất theo phe của Liên minh Trung tâm với một cuộc tấn công bất ngờ vào các cảng của Nga ở Biển Đen.
Vào thời chiến, đất đai của người Hy Lạp và Armenia thường xuyên bị chiếm hữu. Các lãnh đạo Armenia kêu gọi thanh niên tham gia nhập ngũ, nhưng nhiều binh lính thuộc mọi dân tộc và tôn giáo bỏ trốn do điều kiện khó khăn và nỗi lo cho gia đình. Khi Ottoman xâm lược lãnh thổ Nga và Ba Tư, Tổ chức Đặc biệt thảm sát người Armenia và Thiên Chúa giáo Syriac địa phương. Từ tháng 11 năm 1914, thống đốc tỉnh của Van, Bitlis, và Erzurum gửi hàng loạt điện tín cho chính quyền trung ương kêu gọi biện pháp khắt khe chống lại người Armenia, cả trong vùng và xuyên suốt đế quốc. Các quan chức Armenia bị bãi nhiệm cuối năm 1914 đầu năm 1915. Ngày 25 tháng 2 năm 1915, Enver Pasha ra lệnh đuổi tất cả những người không theo đạo Hồi khỏi quân đội Ottoman và chuyển sang các tiểu đoàn lao động. Từ đầu năm 1915, binh lính Armenia trong các tiểu đoàn lao động bị tử hình có hệ thống, tuy nhiên nhiều lao động trình độ cao được tha cho đến năm 1916.

## Diễn biến

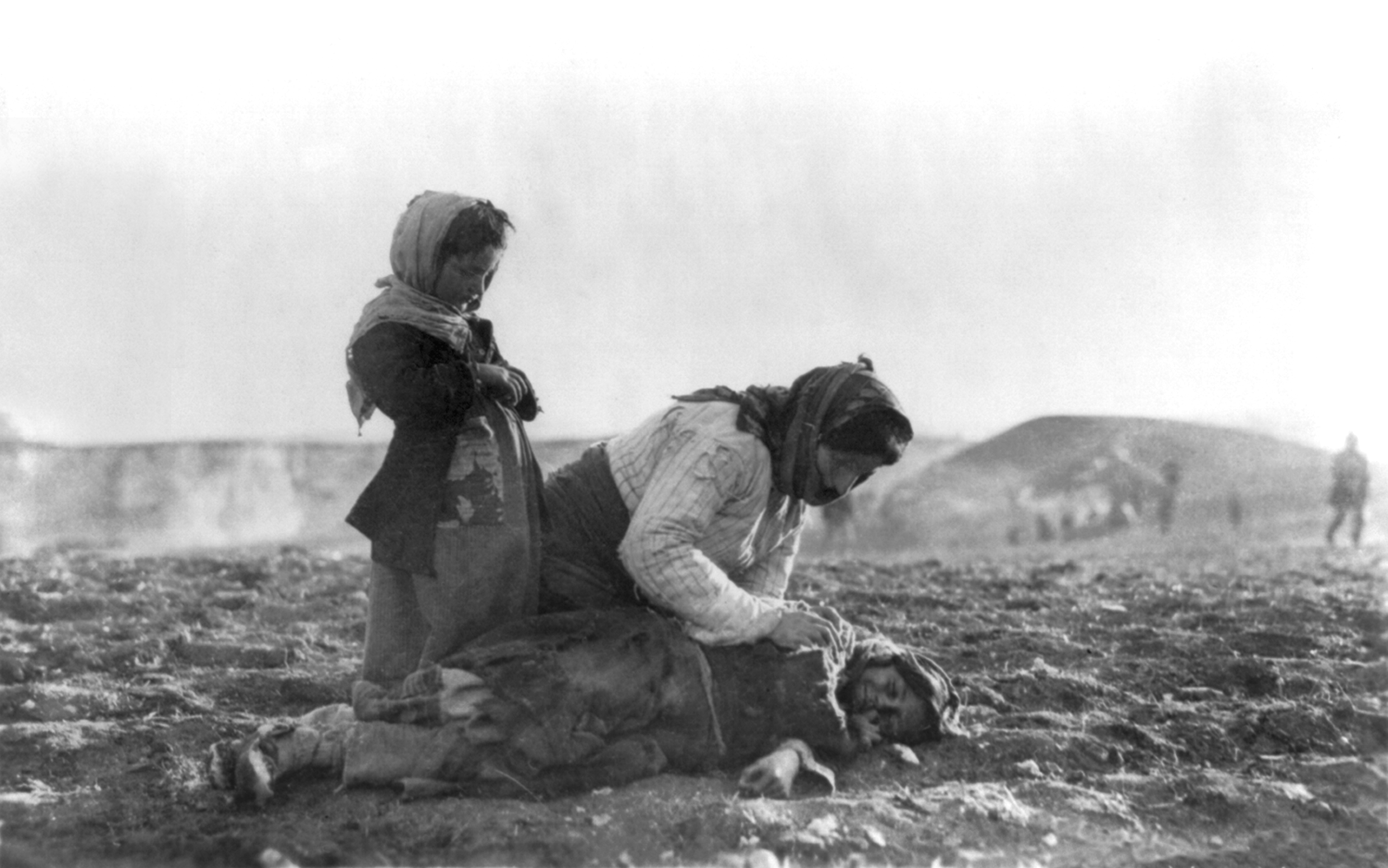
Một người mẹ Armenia quỳ bên xác con

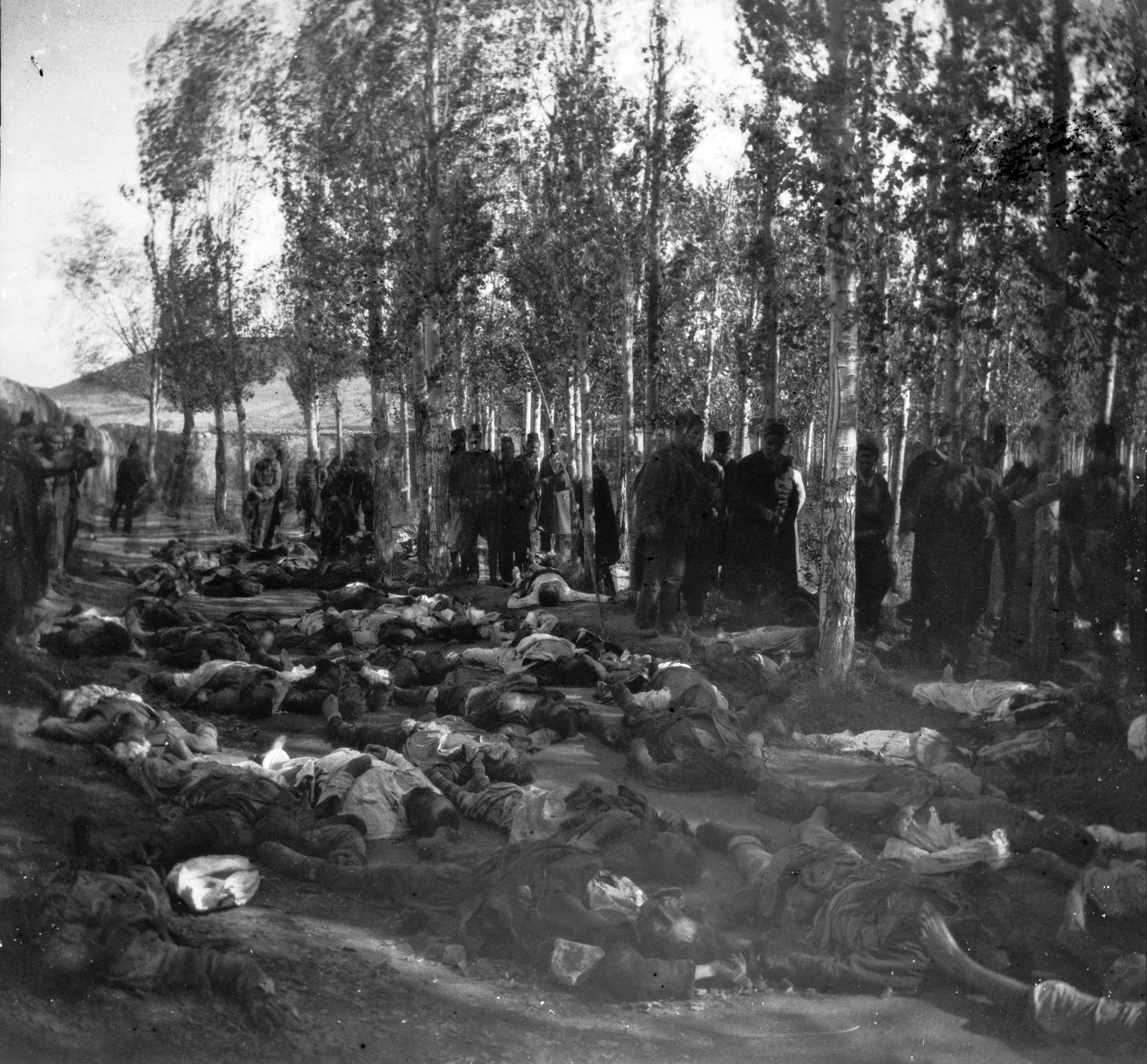
Xác chết của người Armenia bị thảm sát ở Erzurum năm 1895

Sự kiện này xảy ra trên Đế quốc Ottoman hiện nay là Thổ Nhĩ Kỳ. Ngoài những khác biệt về sắc tộc và tôn giáo (người Armenia theo đạo Cơ đốc), cuộc diệt chủng còn xuất phát từ sự thất vọng vì thất bại quân sự của người Thổ chống người Nga trên dãy núi Kavkaz. Trong cuộc chiến 5 ngày kết thúc ngày 3 tháng 1, người Nga đã đập tan cuộc tấn công của người Thổ. Trong 95.000 quân Thổ đi chiến đấu, chỉ còn 18.000 người trở về - khoảng 50.000 người bị chết cóng. Đã có tin đồn lan truyền rằng các binh sĩ người Armenia trong quân đội đã bỏ chạy về phía người Nga.

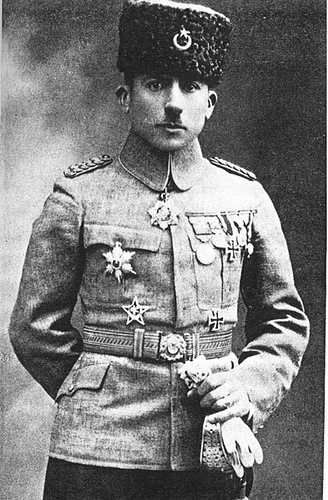
Rafael de Nogales Méndez (1879-1936), Venezuela sĩ quan từng phục vụ trong quân đội Ottoman, đã viết một cách chi tiết về các vụ thảm sát 1915 trong cuốn sách của mình "Cuatro años bajo la media luna" (Bốn năm dưới lưỡi liềm các)

Sự trung thành của người Armenia bị nghi ngờ một phần vì họ là những người chống lại ách cai trị của người Thổ. Một số người Armenia đặt hi vọng vào đề nghị cho họ được độc lập của người Nga sau chiến tranh. Một số, chỉ cần băng qua biên giới, đã đi về phía Bắc để chiến đấu chống lại người Thổ, bên cạnh người Armenia được cai quản bởi người Nga. Sống giữa người Thổ, quan điểm về sự phản bội của người Armenia trở nên dễ dàng.
Nhân dân Thổ, liên quan đến các luật lệ cai trị áp đặt bởi Tổng trấn Pasha, chọn cách đổ lỗi cho người Armenia về thất bại tại Kavkaz. Sự kết tội này làm yên lòng họ. Hơn nữa, Tổng trấn Pasha đã nói muốn đưa người Armenia từ vùng đất nằm giữa Thổ và khu vực các nước Hồi giáo đi xa về phía Bắc, nơi Enver hy vọng sẽ giải phóng khỏi tay người Nga.
Cuối Tháng 2, năm 1915, người Thổ bãi nhiệm các quan chức người Armenia. Họ chuyển các binh sĩ người Armenia khỏi các đơn vị chiến đấu, đưa họ vào các binh đoàn lao công. Họ bỏ tù các sĩ quan quân sự Armeni và ra sắc lệnh người Armenia không được phép mang vũ khí. Người Thổ bắt đầu cuộc truy tìm các vũ khí cất giấu bí mật trong cộng đồng Armeni. Điều này xảy ra cùng lúc với việc bắt đầu cuộc ném bom và tấn công vào bờ của hải quân Anh để hủy diệt các vị trí quân sự trên bán đảo Gallipoli. Người dân gần Constantinople (Istanbul) chuẩn bị từ bỏ thành phố của họ. Tại Constantinople, chính quyển bắt giữ những người Armenia quan trọng, các nhà văn, nhà giáo, luật sư và giết chết họ.
Trong thời gian ngưng chiến tại bán đảo Gallipoli, Enver bắt đầu chương trình xua đuổi người Armenia ra khỏi quê hương họ. Trong quá trình cưỡng ép người Armenia di chuyển, nhiều người đã phản kháng, nhưng không thành công và đã bị giết chết. Nhiều người đã bỏ chạy, một số trốn vào sa mạc khô cằn nơi họ bị tấn công bởi người Kurd Hồi giáo cũng ghét người Armenia. Một số kết thúc cuộc đời trong các trại tập trung ở sa mạc, nơi họ bị bỏ đói đến chết.

## Phản ứng

### Đánh giá quốc tế

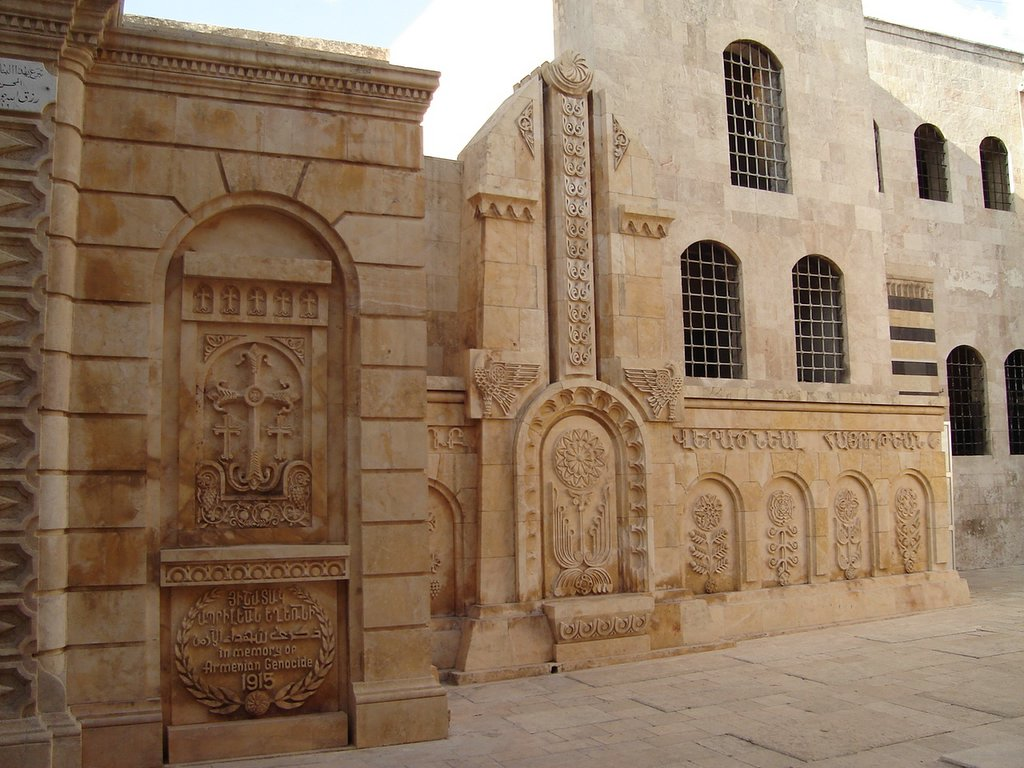
Khu tưởng niệm người chết tại Aleppo, Syria (Nhà thờ 40 tử đạo)

Từ 1965, 29 nước đã công nhận những hành động đày ải, trục xuất và thảm sát tập thể của nhà nước Ottoman từ năm 1915 tới 1917 chính thức là diệt chủng theo như Công ước Liên Hợp Quốc về Diệt chủng 1948 (trong đó có Áo, Argentina, Armenia, Ba Lan, Bỉ, Bolivia, Brasil, Bulgaria, Chile, Cộng hòa Séc, Đức, Litva, Pháp, Hy Lạp, Ý, Canada, Liban, Luxembourg, Hà Lan, Nga, Paraguay, Thành Vatican, Thụy Điển, Thụy Sĩ, Slovakia, Syria, Uruguay, Venezuela và Cộng hòa Síp).

#### Sách
- Akçam, Taner (2012). The Young Turks' Crime against Humanity: The Armenian Genocide and Ethnic Cleansing in the Ottoman Empire. Princeton University Press. ISBN 978-0-691-15333-9.
- Akçam, Taner (2018). Killing Orders: Talat Pasha's Telegrams and the Armenian Genocide (bằng tiếng Anh). Springer. ISBN 978-3-319-69787-1.
- Bloxham, Donald (2005). The Great Game of Genocide: Imperialism, Nationalism, and the Destruction of the Ottoman Armenians (bằng tiếng Anh). Oxford University Press. ISBN 978-0-19-922688-7.
- Cheterian, Vicken (2015). Open Wounds: Armenians, Turks and a Century of Genocide (bằng tiếng Anh). Hurst. ISBN 978-1-84904-458-5.
- Dadrian, Vahakn N.; Akçam, Taner (2011). Judgment At Istanbul: The Armenian Genocide Trials (bằng tiếng Anh). Berghahn Books. ISBN 978-0-85745-286-3.
- de Waal, Thomas (2015). Great Catastrophe: Armenians and Turks in the Shadow of Genocide (bằng tiếng Anh). Oxford University Press. ISBN 978-0-19-935069-8.
- Galip, Özlem Belçim (2020). New Social Movements and the Armenian Question in Turkey: Civil Society vs. the State. Springer International Publishing. ISBN 978-3-030-59400-8.
- Göçek, Fatma Müge (2015). Denial of Violence: Ottoman Past, Turkish Present and Collective Violence Against the Armenians, 1789–2009. Oxford University Press. ISBN 978-0-19-933420-9.
- Ihrig, Stefan (2016). Justifying Genocide: Germany and the Armenians from Bismarck to Hitler. Harvard University Press. ISBN 978-0-674-50479-0.
- Kévorkian, Raymond (2011). The Armenian Genocide: A Complete History (bằng tiếng Anh). Bloomsbury Publishing. ISBN 978-0-85771-930-0.
- Kieser, Hans-Lukas (2018). Talaat Pasha: Father of Modern Turkey, Architect of Genocide (bằng tiếng Anh). Princeton University Press. ISBN 978-1-4008-8963-1. {{Chú thích sách}}: Đã bỏ qua tham số không rõ |lay-url= (trợ giúp)
- Morris, Benny; Ze'evi, Dror (2019). The Thirty-Year Genocide: Turkey's Destruction of Its Christian Minorities, 1894–1924. Harvard University Press. ISBN 978-0-674-91645-6.
- Payaslian, Simon (2007). The History of Armenia: From the Origins to the Present (bằng tiếng Anh). Palgrave Macmillan. ISBN 978-1-4039-7467-9.
- Rogan, Eugene (2015). The Fall of the Ottomans: The Great War in the Middle East (bằng tiếng Anh). Basic Books. ISBN 978-0-465-05669-9.
- Suciyan, Talin (2015). The Armenians in Modern Turkey: Post-Genocide Society, Politics and History (bằng tiếng Anh). Bloomsbury Publishing. ISBN 978-0-85772-773-2.
- Suny, Ronald Grigor (2015). "They Can Live in the Desert but Nowhere Else": A History of the Armenian Genocide. Princeton University Press. ISBN 978-1-4008-6558-1. {{Chú thích sách}}: Đã bỏ qua tham số không rõ |lay-url= (trợ giúp)
- Üngör, Uğur Ümit; Polatel, Mehmet (2011). Confiscation and Destruction: The Young Turk Seizure of Armenian Property. Continuum. ISBN 978-1-4411-3578-0.
- Üngör, Uğur Ümit (2011). The Making of Modern Turkey: Nation and State in Eastern Anatolia, 1913–1950 (bằng tiếng Anh). Oxford University Press. ISBN 978-0-19-965522-9.

#### Chương
- Ahmed, Ali (2006). "Turkey". Encyclopedia of the Developing World (bằng tiếng Anh). Routledge. tr. 1575–1578. ISBN 978-1-135-20508-9.
- Anderson, Margaret Lavinia (2011). "Who Still Talked about the Extermination of the Armenians?". Trong Suny, Ronald Grigor; Göçek, Fatma Müge; Naimark, Norman M. (biên tập). A Question of Genocide: Armenians and Turks at the End of the Ottoman Empire (bằng tiếng Anh). Oxford University Press. tr. 199–217. ISBN 978-0-19-979276-4.
- Astourian, Stephan (2011). "The Silence of the Land: Agrarian Relations, Ethnicity, and Power". Trong Suny, Ronald Grigor; Göçek, Fatma Müge; Naimark, Norman M. (biên tập). A Question of Genocide: Armenians and Turks at the End of the Ottoman Empire. Oxford University Press. tr. 55–81. ISBN 978-0-19-979276-4.
- Bijak, Jakub; Lubman, Sarah (2016). "The Disputed Numbers: In Search of the Demographic Basis for Studies of Armenian Population Losses, 1915–1923". The Armenian Genocide Legacy (bằng tiếng Anh). Palgrave Macmillan UK. tr. 26–43. ISBN 978-1-137-56163-3.
- Chorbajian, Levon (2016). "'They Brought It on Themselves and It Never Happened': Denial to 1939". The Armenian Genocide Legacy (bằng tiếng Anh). Palgrave Macmillan UK. tr. 167–182. ISBN 978-1-137-56163-3.
- Der Mugrdechian, Barlow (2016). "The Theme of Genocide in Armenian Literature". The Armenian Genocide Legacy (bằng tiếng Anh). Palgrave Macmillan UK. tr. 273–286. ISBN 978-1-137-56163-3.
- Dündar, Fuat (2011). "Pouring a People into the Desert: The "Definitive Solution" of the Unionists to the Armenian Question". Trong Suny, Ronald Grigor; Göçek, Fatma Müge; Naimark, Norman M. (biên tập). A Question of Genocide: Armenians and Turks at the End of the Ottoman Empire (bằng tiếng Anh). Oxford University Press. ISBN 978-0-19-979276-4.
- Göçek, Fatma Müge (2011). "Reading Genocide: Turkish Historiography on 1915". Trong Suny, Ronald Grigor; Göçek, Fatma Müge; Naimark, Norman M. (biên tập). A Question of Genocide: Armenians and Turks at the End of the Ottoman Empire. Oxford University Press. tr. 42–52. ISBN 978-0-19-979276-4.
- Kaiser, Hilmar (2010). "Genocide at the Twilight of the Ottoman Empire". Trong Bloxham, Donald; Moses, A. Dirk (biên tập). The Oxford Handbook of Genocide Studies (bằng tiếng Anh). Oxford University Press. ISBN 978-0-19-923211-6.
- Kaligian, Dikran (2017). "Convulsions at the End of Empire: Thrace, Asia Minor, and the Aegean". Trong Shirinian, George N. (biên tập). Genocide in the Ottoman Empire: Armenians, Assyrians, and Greeks, 1913–1923 (bằng tiếng Anh). Berghahn Books. tr. 82–104. ISBN 978-1-78533-433-7.
- Kévorkian, Raymond (2014). "Earth, Fire, Water: or How to Make the Armenian Corpses Disappear". Trong Anstett, Elisabeth; Dreyfus, Jean-Marc (biên tập). Destruction and Human Remains: Disposal and Concealment in Genocide and Mass Violence (bằng tiếng Anh). Manchester University Press. tr. 89–116. ISBN 978-1-84779-906-7. JSTOR j.ctt1wn0s3n.9.
- Kévorkian, Raymond (2020). "The Final Phase: The Cleansing of Armenian and Greek Survivors, 1919–1922". Trong Astourian, Stephan; Kévorkian, Raymond (biên tập). Collective and State Violence in Turkey: The Construction of a National Identity from Empire to Nation-State (bằng tiếng Anh). Berghahn Books. tr. 147–173. ISBN 978-1-78920-451-3.
- Koinova, Maria (2017). "Conflict and Cooperation in Armenian Diaspora Mobilisation for Genocide Recognition". Diaspora as Cultures of Cooperation: Global and Local Perspectives (bằng tiếng Anh). Springer International Publishing. tr. 111–129. ISBN 978-3-319-32892-8.
- Maksudyan, Nazan (2020). "The Orphan Nation: Gendered Humanitarianism for Armenian Survivor Children in Istanbul, 1919–1922". Gendering Global Humanitarianism in the Twentieth Century: Practice, Politics and the Power of Representation (bằng tiếng Anh). Springer International Publishing. tr. 117–142. ISBN 978-3-030-44630-7.
- Mouradian, Khatchig (2018). "Internment and destruction Concentration camps during the Armenian genocide, 1915–16". Trong Manz, Stefan; Panayi, Panikos; Stibbe, Matthew (biên tập). Internment during the First World War: A Mass Global Phenomenon (bằng tiếng Anh). Routledge. tr. 145–161. ISBN 978-1-351-84835-0.
- Üngör, Uğur Ümit (2012). "The Armenian Genocide, 1915". Holocaust and Other Genocides (PDF) (bằng tiếng Anh). NIOD Institute for War, Holocaust and Genocide Studies / Amsterdam University Press. tr. 45–72. ISBN 978-90-4851-528-8. Bản gốc (PDF) lưu trữ ngày 25 tháng 4 năm 2021. Truy cập ngày 25 tháng 4 năm 2021.
- Üngör, Uğur Ümit (2015). "Explaining Regional Variations in the Armenian Genocide". Trong Kieser, Hans-Lukas; Öktem, Kerem; Reinkowski, Maurus (biên tập). World War I and the End of the Ottomans: From the Balkan Wars to the Armenian Genocide (bằng tiếng Anh). Bloomsbury Publishing. tr. 240–261. ISBN 978-0-85772-744-2.
- Üngör, Uğur Ümit (2016). "The Armenian Genocide in the Context of 20th-Century Paramilitarism". The Armenian Genocide Legacy (bằng tiếng Anh). Palgrave Macmillan UK. tr. 11–25. ISBN 978-1-137-56163-3.
- Zürcher, Erik Jan (2011). "Renewal and Silence: Postwar Unionist and Kemalist Rhetoric on the Armenian Genocide". Trong Suny, Ronald Grigor; Göçek, Fatma Müge; Naimark, Norman M. (biên tập). A Question of Genocide: Armenians and Turks at the End of the Ottoman Empire. Oxford University Press. tr. 306–316. ISBN 978-0-19-979276-4.

#### Bài báo khoa học
- Akçam, Taner (2019). "When Was the Decision to Annihilate the Armenians Taken?". Journal of Genocide Research. Quyển 21 số 4. tr. 457–480. doi:10.1080/14623528.2019.1630893. S2CID 199042672.
- Avedian, Vahagn (2012). "State Identity, Continuity, and Responsibility: The Ottoman Empire, the Republic of Turkey and the Armenian Genocide". European Journal of International Law (bằng tiếng Anh). Quyển 23 số 3. tr. 797–820. doi:10.1093/ejil/chs056. ISSN 0938-5428.
- Ben Aharon, Eldad (2019). "Recognition of the Armenian Genocide after its Centenary: A Comparative Analysis of Changing Parliamentary Positions". Israel Journal of Foreign Affairs. Quyển 13 số 3. tr. 339–352. doi:10.1080/23739770.2019.1737911.
- Cheterian, Vicken (2018). "The Uses and Abuses of History: Genocide and the Making of the Karabakh Conflict". Europe-Asia Studies. Quyển 70 số 6. tr. 884–903. doi:10.1080/09668136.2018.1489634. S2CID 158760921.
- Dixon, Jennifer M. (2010). "Defending the Nation? Maintaining Turkey's Narrative of the Armenian Genocide". South European Society and Politics. Quyển 15 số 3. tr. 467–485. doi:10.1080/13608746.2010.513605. S2CID 144494811.
- Ekmekçioğlu, Lerna (2013). "A Climate for Abduction, a Climate for Redemption: The Politics of Inclusion during and after the Armenian Genocide". Comparative Studies in Society and History. Quyển 55 số 3. tr. 522–553. doi:10.1017/S0010417513000236. hdl:1721.1/88911. ISSN 0010-4175. JSTOR 23526015. S2CID 145218244.
- Hovannisian, Richard G. (2017). "The Armenian Genocide and the Ruse of Protective Dispossession" (PDF). Southwestern Journal of International Law. Quyển 23. tr. 193–222. ISSN 2154-2244.
- Miller, Angela (2010). "Achilles the Bitter: Gorky and the Genocide". Oxford Art Journal. Quyển 33 số 3. tr. 392–396. doi:10.1093/oxartj/kcq025.
- Shirinian, George N. (2017). "Starvation and Its Political Use in the Armenian Genocide". Genocide Studies International. Quyển 11 số 1. tr. 8–37. doi:10.3138/gsi.11.1.01. S2CID 158564249.
- Tusan, Michelle (2014). ""Crimes against Humanity": Human Rights, the British Empire, and the Origins of the Response to the Armenian Genocide". The American Historical Review. Quyển 119 số 1. tr. 47–77. doi:10.1093/ahr/119.1.47.
- Üngör, Uğur Ümit (2008). "Seeing like a nation-state: Young Turk social engineering in Eastern Turkey, 1913–50". Journal of Genocide Research. Quyển 10 số 1. tr. 15–39. doi:10.1080/14623520701850278. S2CID 71551858.
- Watenpaugh, Keith David (2013). ""Are There Any Children for Sale?": Genocide and the Transfer of Armenian Children (1915–1922)". Journal of Human Rights. Quyển 12 số 3. tr. 283–295. doi:10.1080/14754835.2013.812410. S2CID 144771307.